# Gaertnera oblanceolata
Gaertnera oblanceolata är en måreväxtart som beskrevs av George King och James Sykes Gamble. Gaertnera oblanceolata ingår i släktet Gaertnera och familjen måreväxter. Inga underarter finns listade i Catalogue of Life.